# Canton de Leforest
Le canton de Leforest est une ancienne division administrative française située dans le département du Pas-de-Calais et la région Nord-Pas-de-Calais.

## Géographie
Ce canton est organisé autour de Leforest dans l'arrondissement de Lens. Son altitude varie de 20 m (Courcelles-lès-Lens) à 66 m (Leforest) pour une altitude moyenne de 27 m.

## Histoire

Le canton de Leforest dans l'arrondissement de Lens

Canton créé en 1973.

## Administration
| Période | Période | Identité                      | Étiquette      | Qualité                                                                                       |
| ------- | ------- | ----------------------------- | -------------- | --------------------------------------------------------------------------------------------- |
| 1973    | 2001    | Gilbert Marquette (1922-2015) | PS             | Directeur de collège maire de Leforest (1965-1995)                                            |
| 2001    | 2008    | Amédée Gellez                 | DVD puis MoDem | Agriculteur maire de Dourges (1995-2008) Ancien suppléant du député Jean Urbaniak (1993-1997) |
| 2008    | 2015    | Sabine Van Heghe              | MRC            | Fonctionnaire Adjointe au Maire de Dourges                                                    |

## Composition
Le canton de Leforest groupe 4 communes et compte 23 272 habitants (recensement de 1999 sans doubles comptes).
| Communes            | Population (2012) | Code postal | Code Insee |
| ------------------- | ----------------- | ----------- | ---------- |
| Courcelles-lès-Lens | 6 119             | 62970       | 62249      |
| Dourges             | 5 676             | 62119       | 62274      |
| Évin-Malmaison      | 4 731             | 62141       | 62321      |
| Leforest            | 6 746             | 62790       | 62497      |

## Démographie
| 1962   | 1968   | 1975   | 1982   | 1990   | 1999   | 2009 |
| ------ | ------ | ------ | ------ | ------ | ------ | ---- |
| 22 146 | 24 137 | 23 711 | 23 059 | 24 278 | 23 272 | -    |